# Philipp Horn
Philipp Horn, född 8 november 1994 i Arnstadt, är en tysk skidskytt.

## Karriär
Philipp Horn debuterade i världscupen 2018. I världscupen har han totalt tagit sex pallplatser. Vid världsmästerskapen i skidskytte 2020 ingick Horn i det tyska stafettlaget som tog brons. Vid världsmästerskapen i skidskytte 2025 ingick Horn i det tyska stafettlaget som tog brons.